# Katedra Wniebowzięcia Najświętszej Maryi Panny w Satu Mare
Katedra Wniebowstąpienia Pańskiego w Satu Mare (rum. Catedrala romano-catolică din Satu Mare, węg. Nagytemplom vagy Urunk Mennybemenetele székesegyház) – główna świątynia rzymskokatolickiej diecezji Satu Mare w Rumunii. Mieści się przy Piata Libertatii, w Satu Mare. 
Została wybudowana około roku 1800 w stylu klasycystycznym według projektu architekta Józsefa Hilda, ale została mocno uszkodzona w czasie II wojny światowej. Kształt jest dość nietypowy i wymiary wewnątrz są imponujące.